# ورزشگاه حمادی عقربی
ورزشگاه المپیک رادس (عربی: الملعب الأولمبي برادس) یک ورزشگاه چندمنظوره در شهر رادس، تونس است.
این ورزشگاه که در سال ۲۰۰۱ تأسیس شده دارای ۶۰٬۰۰۰ نفر ظرفیت می‌باشد.

## نگارخانه

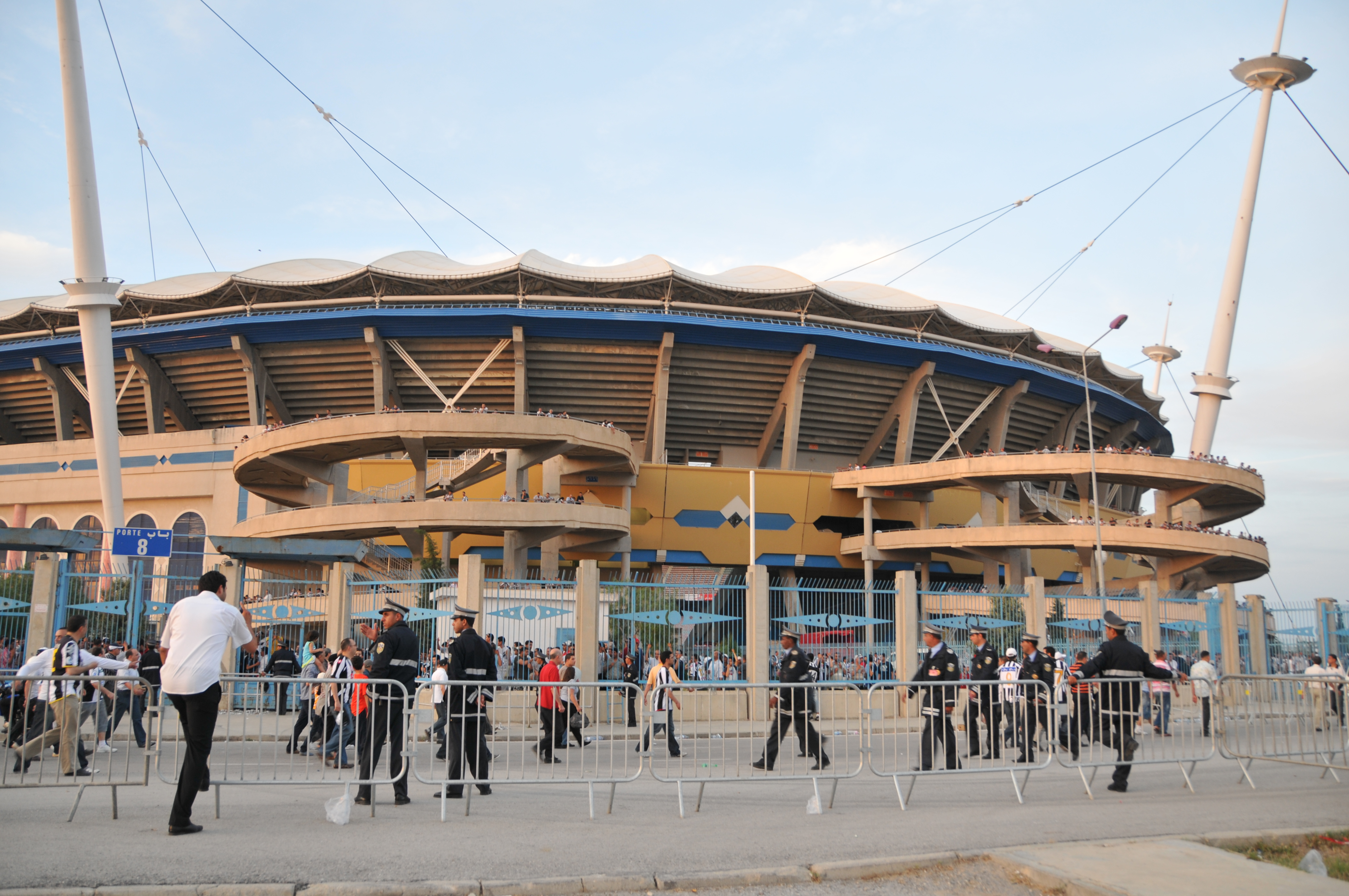
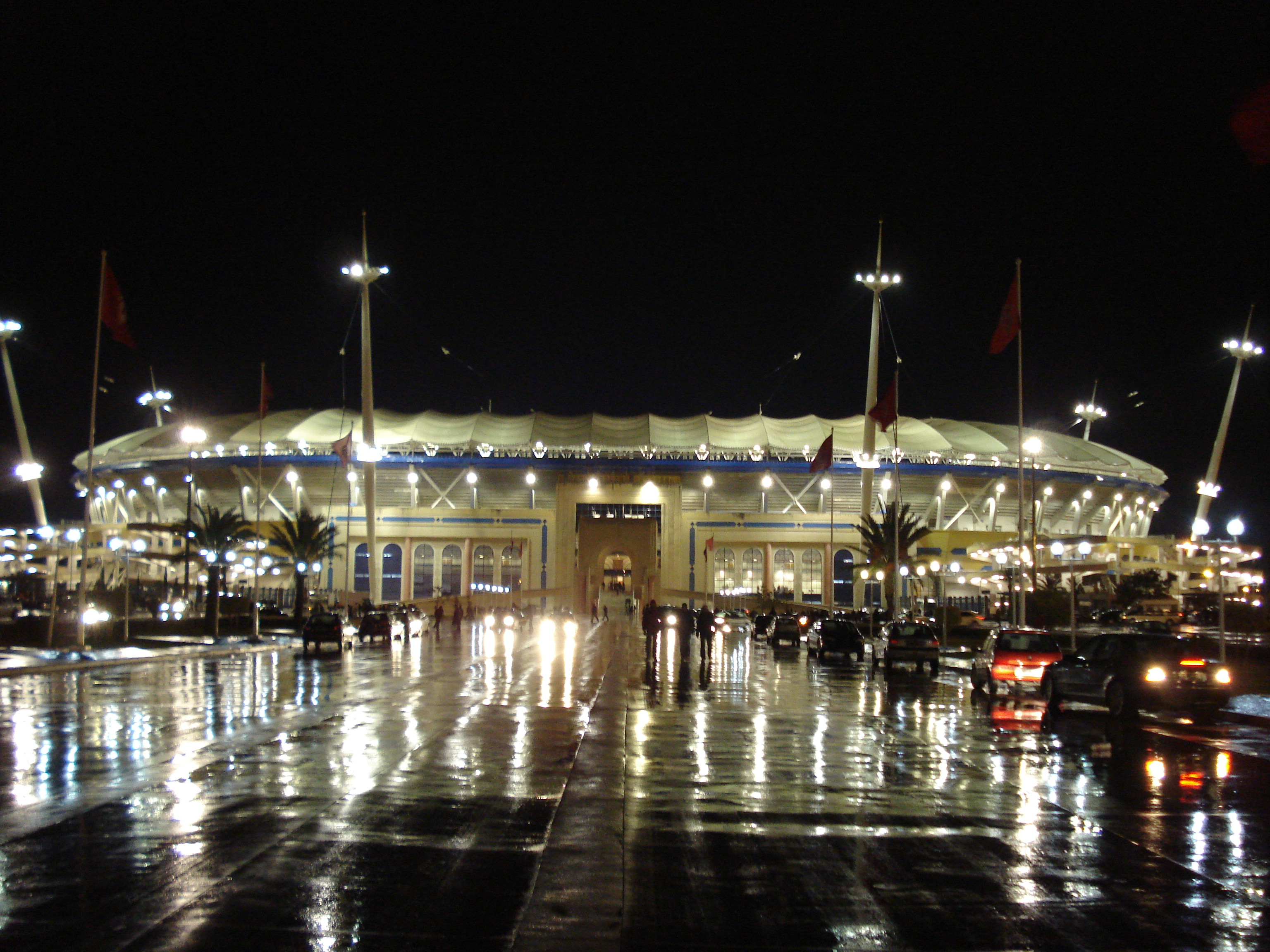
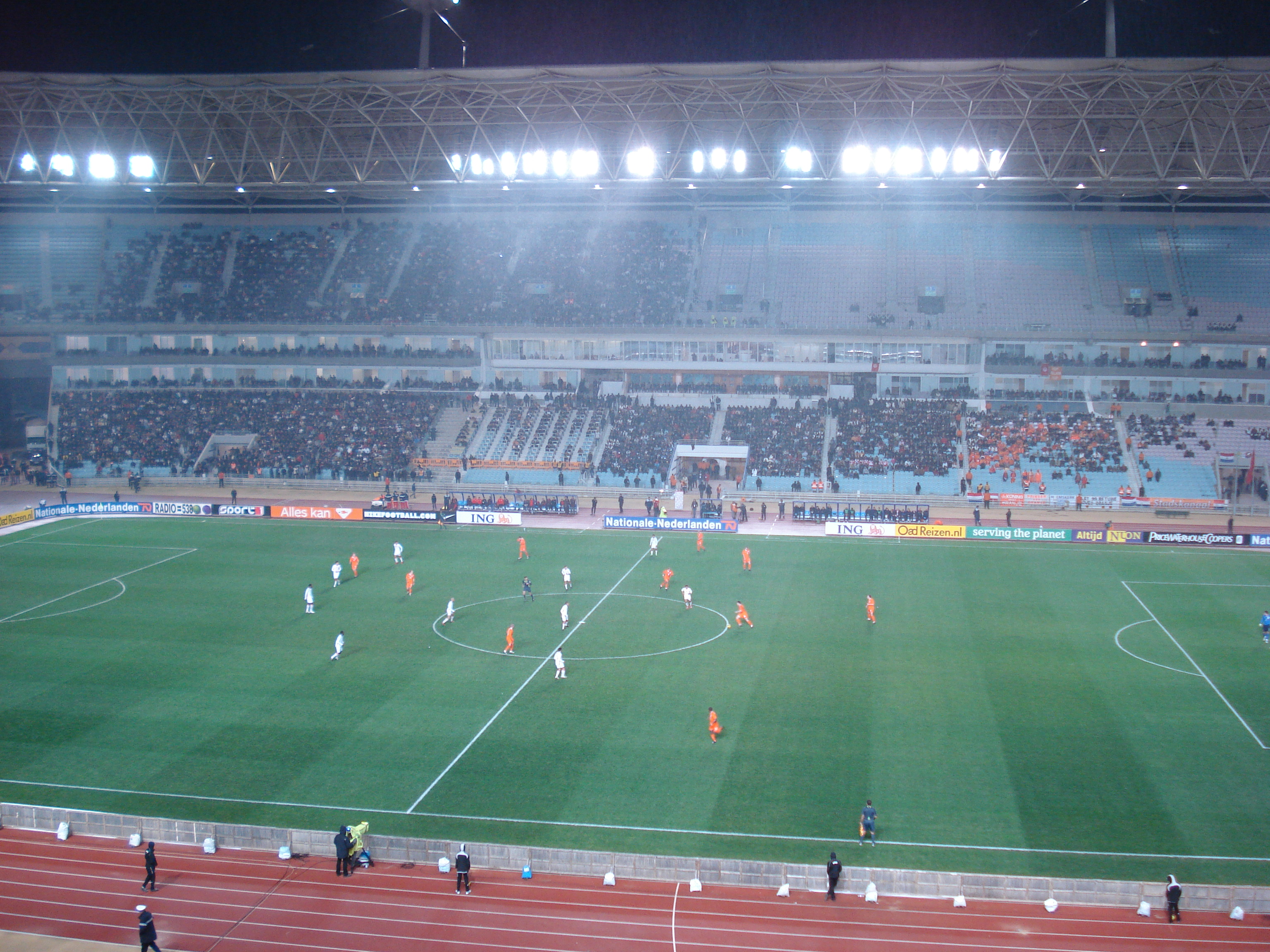
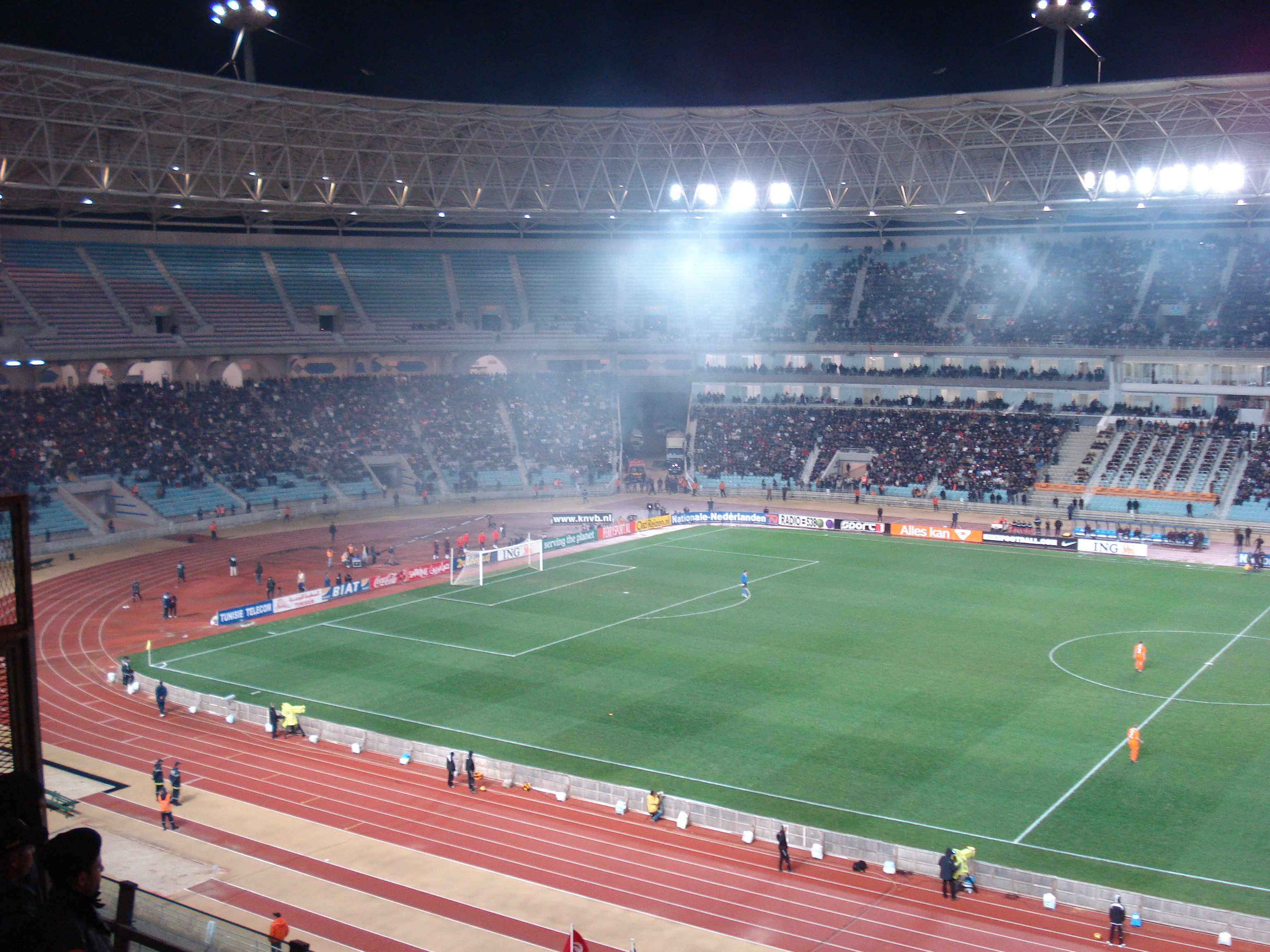
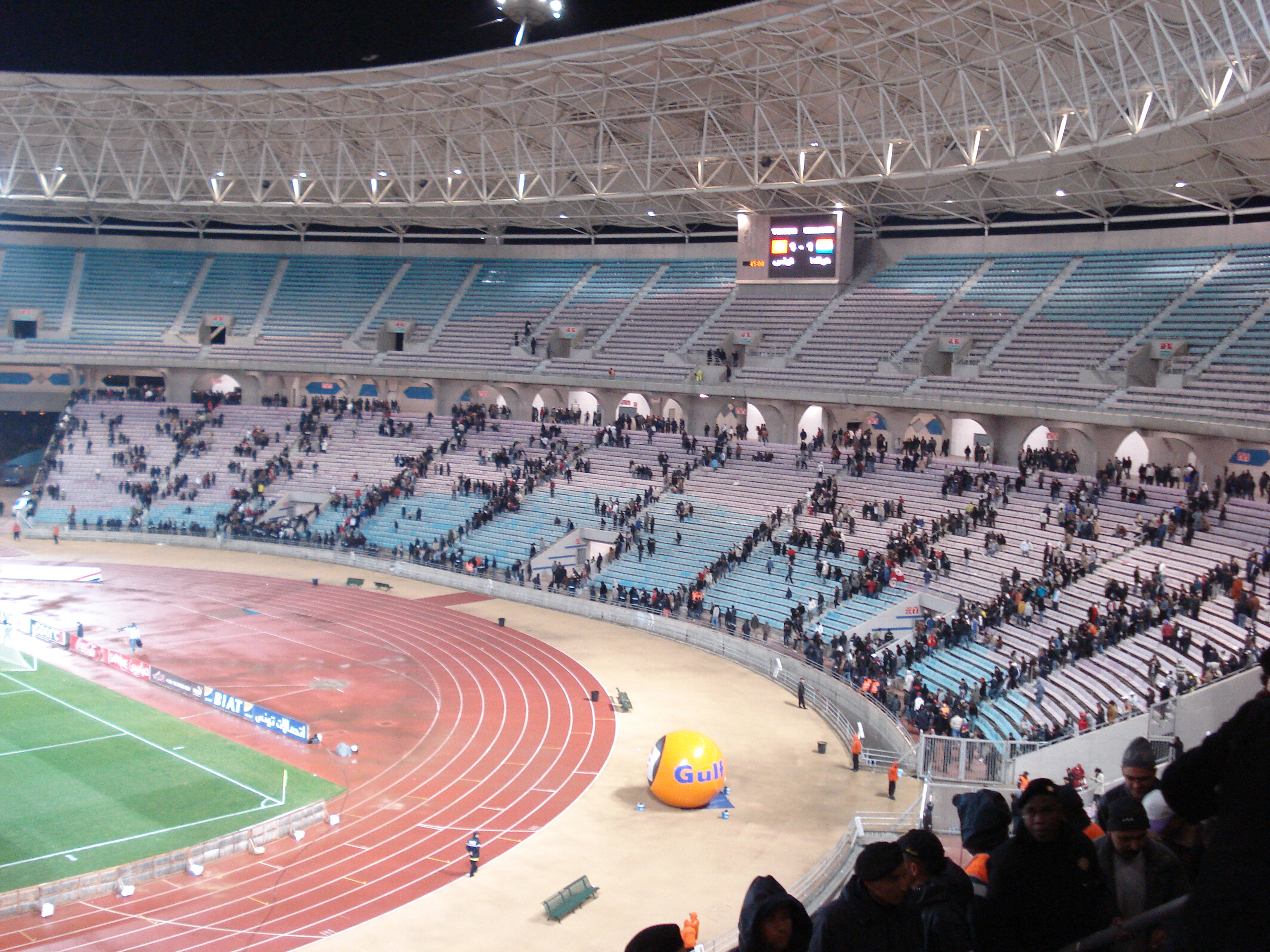
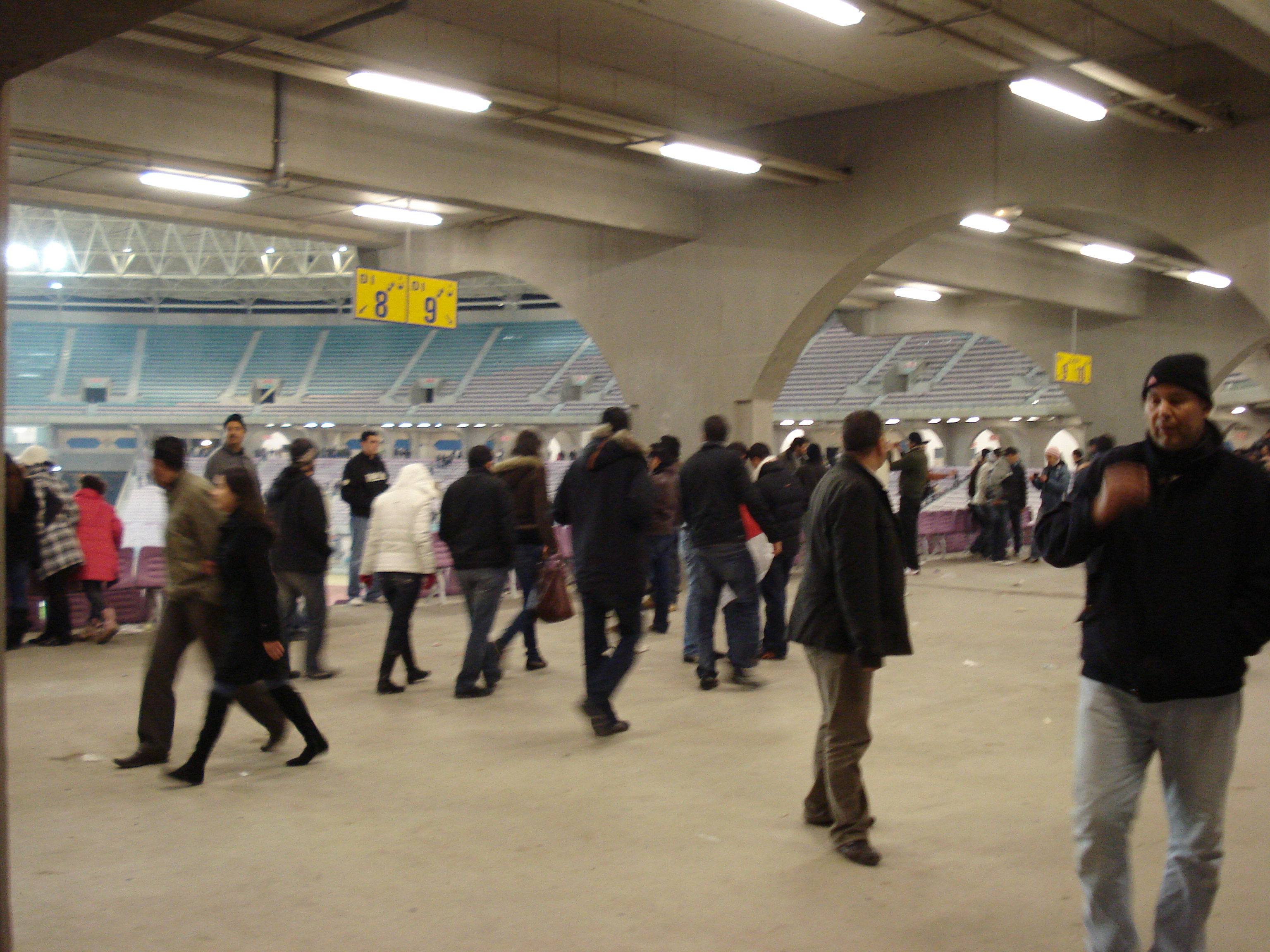
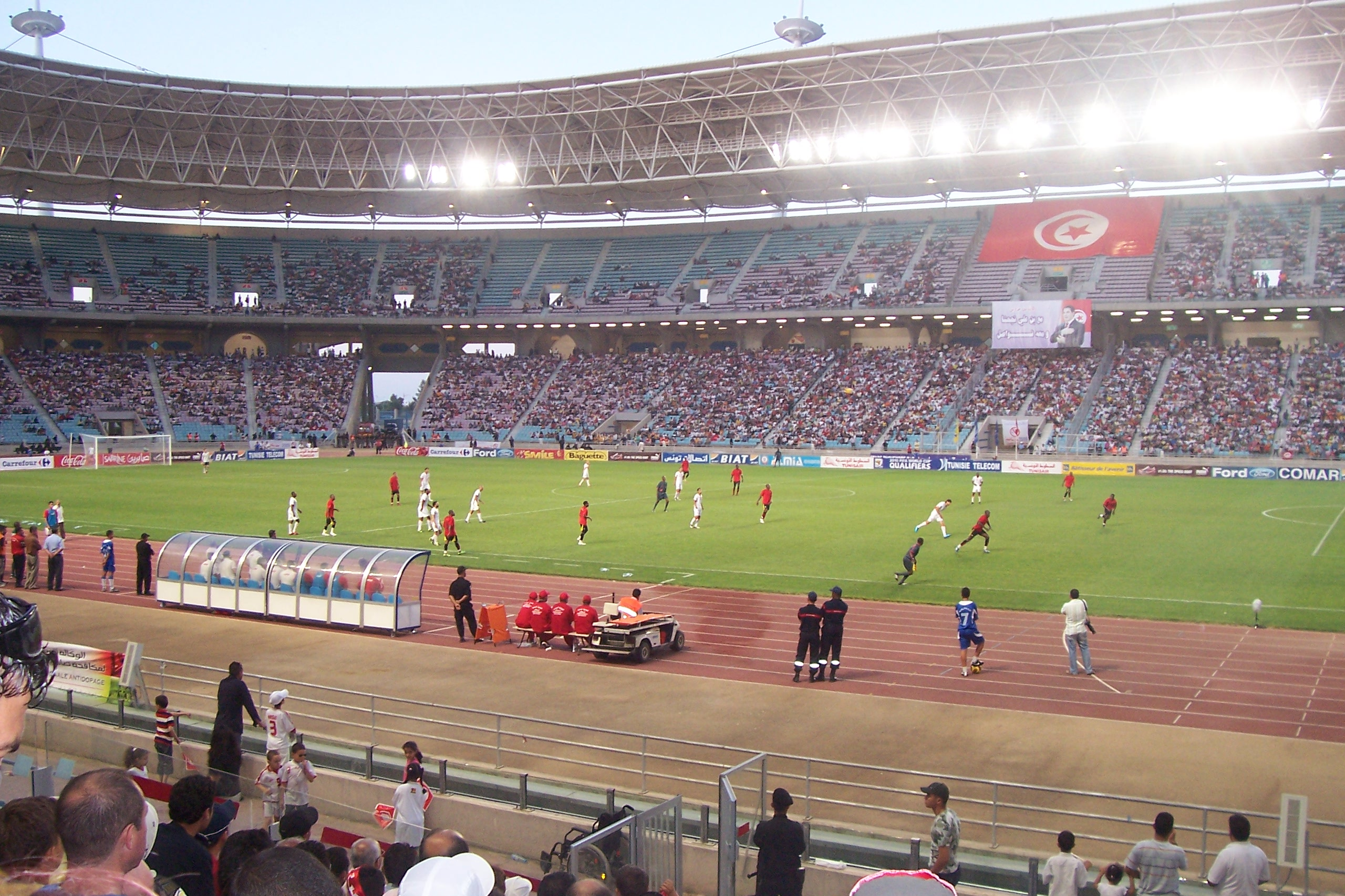
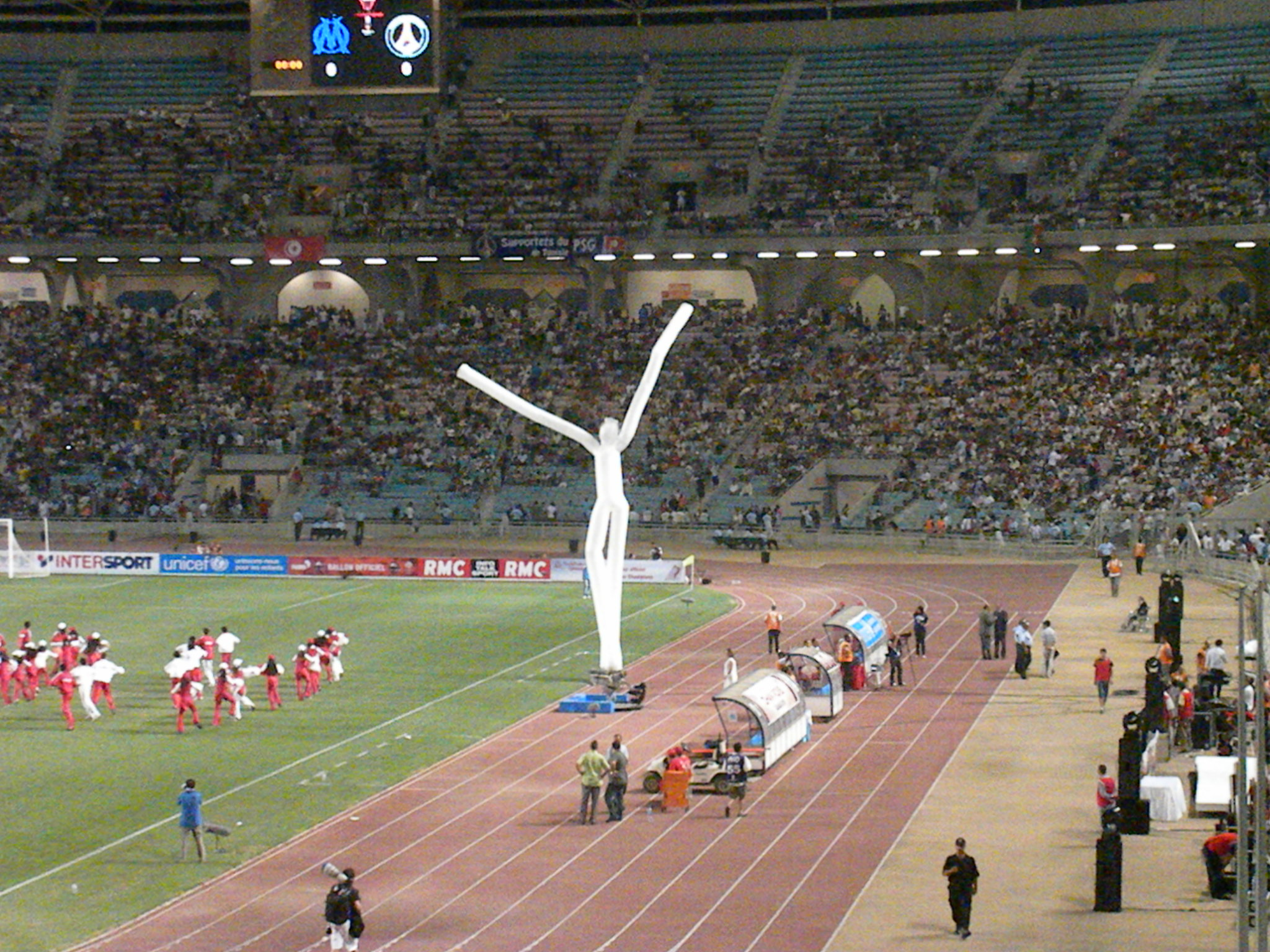